# Jérôme Lafond
Pour les articles homonymes, voir Lafond.

## Biographie
Jérôme Lafond, né le 10 mai 1977 à Sainte-Scholastique, est un romancier et poète québécois autodidacte qui demeure dans les Laurentides. De 2004 à 2010, Jérôme Lafond s'implique dans le milieu culturel des Laurentides et fait partie du comité organisateur de la Nuit laurentienne de la poésie, qui a lieu chaque année à Val-Morin. Durant cette période, il est aussi membre du conseil d’administration de l’Association des auteurs des Laurentides. En 2005, il est poète invité à l’institut franco-japonais de Tokyo. 
Il est l'auteur de la trilogie romanesque Brigitte des colères. Il publie en 2016 le roman Soleil de paille, qui traite des expropriations de Mirabel à l'origine du démantèlement de la ferme familiale pour la construction de l'Aéroport international Montréal-Mirabel.  

## Œuvres

### Poésie
- Poèmes du Wah-wah, Marchands de feuilles, 2003
- Buffalo ou le chat est un animal triangulaire, Marchands de feuilles, 2008

### Romans
- Brigitte des Colères, Marchand de feuilles, Montréal, 2010
- Brigitte des Colères, L’exterminacoeur, Marchand de feuilles, Montréal, 2011
- Brigitte des Colères, Lady Boucherie, Marchand de feuilles, Montréal, 2012
- Soleil de paille, Marchand de feuilles, Montréal, 2016

### Autres publications
- La récolte vaine (suite poétique), revue Le Sabord, numéro 112, hiver 2019
- La force nécessaire (suite poétique), revue Le Sabord, numéro 115, printemps 2020
- Saint-Jérôme (collectif poétique avec Gilles Matte), Val-David, Éditions Lib/vre, juillet 2020

## Prix et distinctions
- Lauréat Premier prix de poésie du Concours de la Société nationale des Québécoises et Québécois des Laurentides, 2003
- Lauréat d’une bourse d’excellence de la Fondation de l’excellence pour la jeunesse, secteur culturel, Ville de Saint-Jérôme, 2004
- Prix de poésie de la Fondation lavalloise des lettres, pour sa suite poétique Pipeline, juillet 2009[6]
- Finaliste aux Prix littéraires Radio-Canada, catégorie Poésie pour Poème à la femme du cube, janvier 2010[7]
- Seconde mention en Poésie de la Fondation lavalloise des lettres pour la suite poétique Prédire le retour de Christophe Colomb, juin 2011[8]
- Lauréat du Prix Jeune Relève Grands Prix de la Culture des Laurentides, novembre 2012[9]
- Finaliste Prix du Conseil des Arts et des Lettres du Québec, Créateur de l’année dans les Laurentides, 2017[10]

## Implication
- Conférence sur la poésie au Cégep François-Xavier-Garneau, Sainte-Foy, février 2010
- Invité à la 22e édition du Festival des Littératures étrangères d'Audincourt, février 2014[11]